# 독일국영철도
독일국영철도(Deutsche Reichsbahn)는 제1차 세계 대전 이후 독일 제국의 각 주의 지역 철도로부터 생겨난 바이마르 공화국의 국영 철도 시스템이다. 1920년부터 1932년 사이 자본주의 세계에서 최대 기업이었던 것으로 기술된다. 독일사의 거대한 혼돈기의 사건들의 중심에 섰다.
이 기업은 1920년 4월 1일 Deutsche Reichseisenbahnen(독일 철도)라는 사명으로 설립되었다.

## 같이 보기
- 쇼아 (영화)
- 독일의 대중 교통